# Frankenberger Viertel
Het Frankenberger Viertel is een wijk in het stadsdeel Burtscheid in de Duitse stad Aachen, deelstaat Noordrijn-Westfalen.